# الإرهاب في الولايات المتحدة

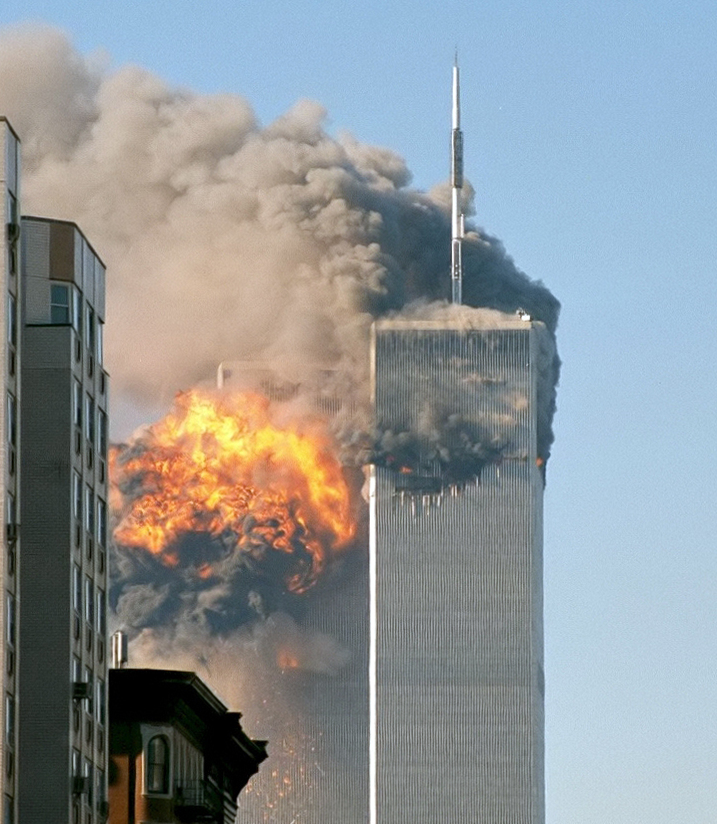
أحداث الحادي عشر من سبتمبر والتي أفضت إلى حوالي 3000 قتيل والتي تعتبر العملية الإرهابية الأسوأ في تاريخ الولايات المتحدة.

التعريف الشائع للإرهاب في الولايات المتحدة هو الاستخدام المنهجي للعنف أو التهديد باستخدامه من أجل خلق مناخ عام من الخوف لترهيب السكان أو الحكومة وبالتالي إحداث تغيير سياسي أو ديني أو أيديولوجي. يًستخدم هذا التعريف باعتباره قائمة تجمع أعمال ومحاولات الإرهاب وغيرها من المواد المتصلة بالأنشطة الإرهابية داخل الحدود الداخلية للولايات المتحدة من قبل جهات فاعلة غير حكومية، أو جواسيس يتصرفون على أساس المصالح، أو أشخاص يتصرفون دون موافقة جهات فاعلة تابعة للدولة.
منذ نهاية الحرب الأهلية، ارتكبت الجماعات المنظمة أو الذئاب البيض المؤمنون بسيادة البيض العديد من أعمال الإرهاب المحلي ضد الأمريكيين من أصل أفريقي. حدث ذلك في شكل عمليات إعدام خارج نطاق القانون، وجرائم كراهية، وإطلاق نار، وتفجيرات، وأعمال عنف أخرى. وقعت أعمال العنف هذه بغالبيتها في الجنوب الأمريكي، ومن خلال كو كلوكس كلان. تشمل حوادث التفوق البيض الإرهابية مذبحة تولسا العرقية عام 1921، وانتفاضة ويلمينغتون عام 1898.
في 19 نوفمبر 2019 أدلى ماثيو ألكوك، نائب مساعد مدير شعبة مكافحة الإرهاب بمكتب التحقيقات الفيدرالي، بتصريحات عرّف وفقها الإرهابيون المحليون بأنهم «أفراد يرتكبون أعمالًا إجرامية عنيفة تعزيزًا لأهداف أيديولوجية تنبع من القضايا الداخلية». على الرغم من أن أعمال العنف التي يرتكبها المتطرفون المحليون تحقق ما جاء بالتعريف، لكن لا توجد تهمة جنائية أمريكية للإرهاب المحلي. بدلًا من ذلك، فإن العبارة هي فئة استقصائية لمكتب التحقيقات الفيدرالي تُستخدم لتصنيف أربعة أنواع من التطرف: «التطرف العنيف بدوافع عنصرية، والتطرف المناهض للحكومة/المناهض للسلطة، وحقوق الحيوان/التطرف البيئي، والتطرف المتعلق بالإجهاض». وجد تقرير صادر عن مكتب محاسبة الحكومة الأمريكية في عام 2017 أنه من بين 85 حادثًا متطرفًا مميتًا وقع منذ 11 سبتمبر 2001، كانت الجماعات المتطرفة المتعصبة للبيض مسؤولة عن 73%، بينما كان المتطرفون الإسلاميون المتطرفون مسؤولين عن 27%. كان العدد الإجمالي للوفيات التي تسببت فيها كل مجموعة متماثلًا تقريبًا، على الرغم من أن 41% من الوفيات كان سببها الإسلاميين المتطرفين ووقعت جميعها في حادثة واحدة، وهي إطلاق النار في ملهى ليلي في أورلاندو عام 2016 حيث قتل 49 شخصًا على يد شخص مسلح وحيد. ولم تنسب أي وفيات للجماعات اليسارية. حلل تقرير صدر عام 2017 عن معهد الأمة ومركز التقارير الاستقصائية قائمة الحوادث الإرهابية التي وقعت في الولايات المتحدة بين عامي 2008 و2016 وتضمنت مقتل ضباط شرطة نيويورك عام 2014 وإطلاق النار على ضباط شرطة دالاس عام 2016، ما مجموعه 7 وفيات قائلة إنه يمكن «أن تُعزى بشكل معقول إلى الجاني بمثل هذا التعاطف».
في عام 2018 ارتبطت معظم جرائم القتل ذات الدوافع الأيديولوجية في الولايات المتحدة الأمريكية بالتطرف اليميني. اعتبارًا من عام 2020، كان الإرهاب اليميني المتطرف مسؤولًا عن غالبية الهجمات الإرهابية والمؤامرات في الولايات المتحدة وقتل عددًا كبيرًا من الأشخاص في الولايات المتحدة منذ هجمات 11 سبتمبر مقارنة بالإرهاب الإسلامي. أفادت وزارة الأمن الداخلي في أكتوبر 2020 أن العنصريين البيض شكلوا أكبر تهديد إرهابي محلي، وهو ما أكده مدير مكتب التحقيقات الفيدرالي كريستوفر راي في مارس 2021، مشيرًا إلى أن المكتب رفع مستوى التهديد إلى نفس مستوى داعش.

## الأرقام الإجمالية في الولايات المتحدة

### التوجهات الحديثة
حلل تقرير عام 2017 الصادر عن معهد الأمة ومركز التقارير الاستقصائية قائمة الحوادث الإرهابية التي وقعت في الولايات المتحدة بين عامي 2008 و 2016، ووجد:
- 115 حادثة إرهابية بإيعاز من اليمين المتطرف. أحبِطت 35% من هذه الحوادث (وهذا الرقم يعني عدم وقوع أي هجمات إرهابية) وأسفر 29% منها عن سقوط قتلى. تسببت هذه الحوادث في مقتل 79 شخصًا.
- 63 حادثة إرهابية بإيعاز من الإسلاميين. أحبِطت 76% من هذه الحوادث الإرهابية (وهذا الرقم يعني عدم وقوع أي اعتداءات إرهابية)، وأسفر 13% منها عن سقوط قتلى. تسببت هذه الحوادث في مقتل 90 شخصًا.
- 19 حادثة إرهابية بإيعاز من أقصى اليسار. أحبِطت 20% من هذه الحوادث الإرهابية (هذا الرقم يعني عدم وقوع أي اعتداءات إرهابية) وأسفر 10% منها عن سقوط قتلى. قد وُصفت حالتين من هذه الحوادث بأنها «ظاهريًا» منسوبة إلى أحد الجناة المتعاطفين مع اليسار، وتسببت في مقتل 7 أشخاص. هذه غير مدرجة في قاعدة البيانات الحكومية الرسمية.

وفقًا لتقرير يستند إلى أرقام وزارة العدل التي أصدرتها الحكومة الأمريكية في يناير 2018، فإن نحو ثلاثة من كل أربعة أشخاص أدينوا بتهم الإرهاب الدولي بين 11 سبتمبر 2001 و31 ديسمبر 2016، من أصل أجنبي. بحسب وزارة العدل، فقد أدين 549 شخصًا بتهم الإرهاب الدولي، من بينهم 254 مواطنًا من دول أخرى، و148 مواطنًا متجنسًا، و148 مواطنًا بالولادة. في خطاب ألقاه أمام جلسة مشتركة للكونغرس في 28 فبراير 2017، عزا الرئيس دونالد ترامب هذه النتائج خطئًا إلى الإرهاب المحلي، في الواقع، استندت هذه النتائج إلى حالات قد يكون فيها الإرهابيون الدوليون قد قُدموا إلى الولايات المتحدة لمحاكمتهم.
في عام 2015 أجرى مركز المثلث المعني بالإرهاب والأمن الداخلي ومنتدى البحوث التنفيذية للشرطة مسحًا على مستوى البلاد شمل 382 دائرة شرطة وعمدة. ذكر ما يقرب من 74% من المشاركين أن العنف ضد الحكومة كان مصدر قلقهم الأكبر فيما يتعلق بالتهديدات من المتطرفين العنيفين، بينما ذكر نحو 39% من المشاركين أن العنف «المستوحى من القاعدة» كان مصدر قلقهم الأكبر.
على مدى العقد الماضي، ركز الحديث الوطني حول الإرهاب إلى حد كبير على أعمال التطرف الإسلامي، ومع ذلك، أوضحت مجموعات إنفاذ القانون أن المتطرفين المسلمين يرتكبون نسبة ضئيلة للغاية من الهجمات الإرهابية القائمة على أساس أيديولوجي والتي تُرتكب في الولايات المتحدة. منذ 9 نوفمبر 2001، شارك نحو 9 مسلمين أمريكيين فقط سنويًا في مخططات إرهابية في الولايات المتحدة، في ما مجموعه 20 حادثَا وأسفر عن مقتل نحو 50 شخصًا. أظهرت دراسة أجريت عام 2012 أنه في نفس الفترة الزمنية تقريبًا، كان المتطرفون اليمينيون مسؤولين عن نحو 337 هجومًا سنويًا، في المجموع، قتلوا أكثر من 5 أضعاف عدد الأشخاص الذين قتلوا على يد المسلمين في الولايات المتحدة.
يحتفظ الاتحاد الوطني لدراسة الإرهاب والتصدي له ببيانات التطرف الفردي في الولايات المتحدة، وهي قاعدة بيانات تحتوي على أكثر من 1800 ملف عن الأفراد الذين أصبحوا متطرفين بسبب الأيديولوجيات منذ عام 1948. تظهر قاعدة البيانات أنه منذ عام 1948 وحتى عام 2016، كان 40.0% من المتطرفين الذين حُددوا من اليمين المتطرف، و24.5% من المتطرفين الذين حُددوا كانوا إسلاميين و17.4% من المتطرفين الذين حُددوا كانوا من اليسار المتطرف، في حين أن 18.2% من المتطرفين الذين حُددوا هم أفراد (ذوو قضية واحدة).
في مايو 2019 ولأول مرة في تاريخه، حدد مكتب التحقيقات الفيدرالي نظريات المؤامرة الهامشية باعتبارها مصدرًا محتملًا للإرهاب المحلي، واستشهد على وجه التحديد بكيو أنون.
أفادت دراسة أجراها مركز الدراسات الاستراتيجية والدولية في يونيو 2020 عن الحوادث الإرهابية المحلية أنه خلال السنوات الخمس والعشرين الماضية، نفذ اليمين المتطرف غالبية الهجمات والمؤامرات. تسارعت وتيرة هذا الاتجاه في السنوات الأخيرة، فقد كان هذا القطاع مسؤولًا عن نحو 66% من مجمل الاعتداءات والمؤامرات التي نُفِّذت في عام 2019، وكان مسؤولًا عن 90% من الهجمات التي نُفِّذت في عام 2020. كانت الجماعة التالية الأكثر خطورة هي «المتطرفون الدينيون»، وأغلبية «الجهاديين السلفيين العاملين المأمورة من تنظيم الدولة الإسلامية والقاعدة»، في حين انخفض العدد المخطط له من قبل أقصى اليسار إلى جزء بسيط منذ منتصف العقد الأول من القرن الحادي والعشرين.
في أكتوبر 2020 أصدرت وزارة الأمن الداخلي تقرير «تقييم التهديدات الداخلية»، وهو تقرير يعرض بالتفصيل التهديدات المحلية المختلفة للأمن القومي للولايات المتحدة. ذكر أنه من بين جميع الهجمات الإرهابية المحلية التي أدت إلى تهديدات قاتلة للحياة بين عامي 2018 و2019، «نفذ المتطرفون العنصريون البيض نصف الهجمات المميتة (8 من أصل 16)، مما أدى إلى غالبية الوفيات (39 من أصل 48)».